# Ted Sampson
Ted Sampson (eigentlich Edward John Sampson; * 2. Dezember 1935) ist ein ehemaliger britischer Sprinter, der sich auf den 400-Meter-Lauf spezialisiert hatte.
1958 erreichte er bei den British Empire and Commonwealth Games in Cardiff über 440 Yards das Halbfinale und gewann mit der englischen 4-mal-440-Yards-Stafette Silber. Einen Monat später siegte er bei den Leichtathletik-Europameisterschaften in Stockholm mit der britischen Mannschaft in der 4-mal-400-Meter-Staffel.
Seine persönlichen Bestzeit über 440 Yards von 46,64 s (46,90 s über 400 m) stellte er am 22. Juli 1958 in Cardiff auf.